# Hans Havemann

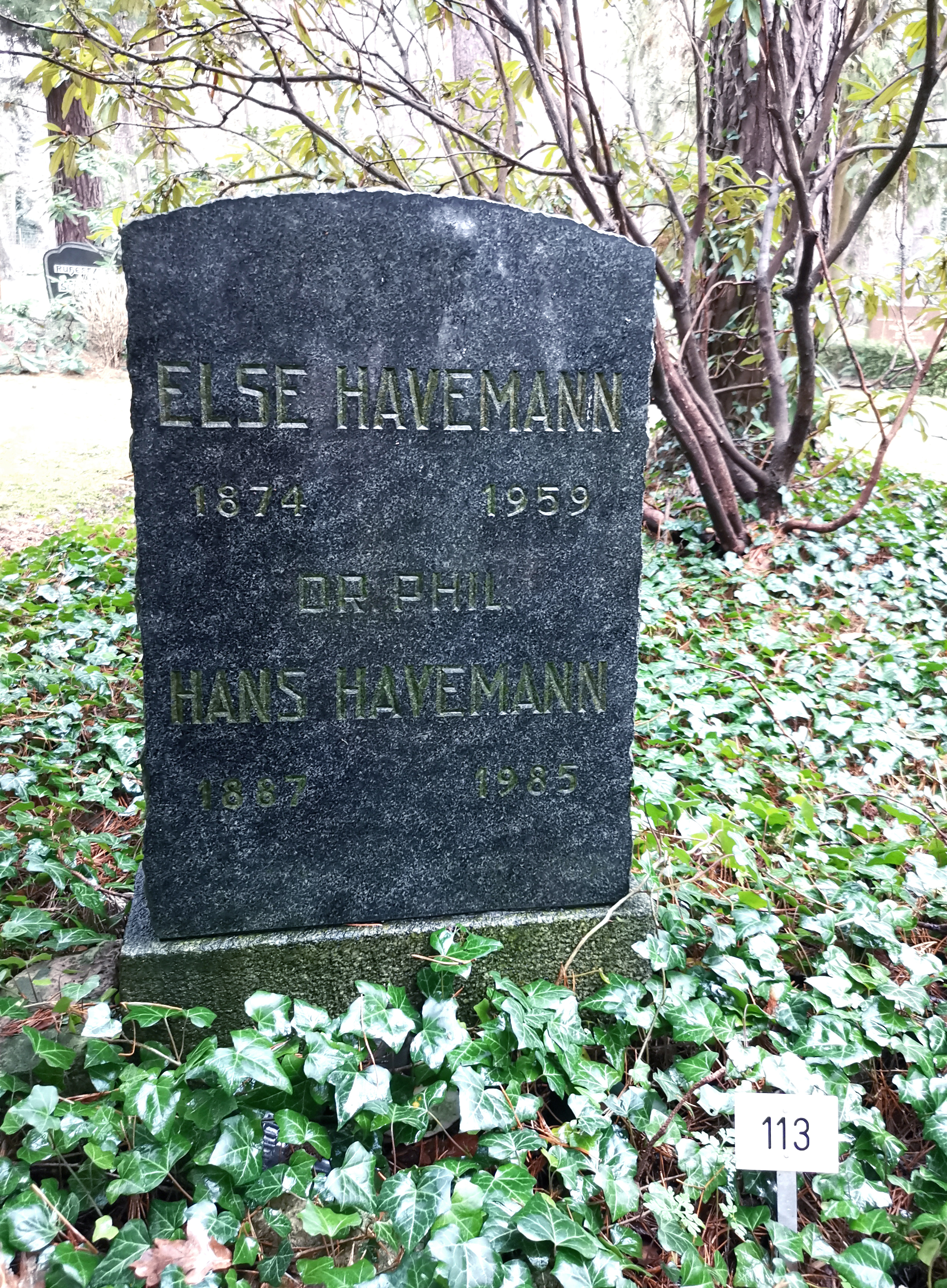
Grab auf dem Waldfriedhof Borgsdorf (Landkreis Oberhavel)

Hans Havemann (* 5. Mai 1887 in Grabow, Mecklenburg-Schwerin; † 23. September 1985 in Berlin) war ein deutscher Schriftsteller, Journalist und Geologe.

## Leben
Hans Havemann war das achte und letzte Kind eines Grabower Saathändlers. Hans’ Schwester Margarete, die selbst als „gestandene Malerin“ galt, war mit dem Künstler Georg Braumüller verheiratet, seine Schwester Hedwig war mit dem Schriftsteller Albert Sergel verheiratet.
1911 wurde Havemann in München promoviert, von 1914 bis 1924 war er Gymnasiallehrer in Bielefeld. Ab 1926 war Havemann Feuilletonredakteur der Westfälischen Neuesten Nachrichten. Zum 1. Mai 1933 trat er in die NSDAP ein (Mitgliedsnummer 2.476.469) und wurde Hauptschriftleiter dieser Zeitung. Nach dem Krieg veröffentlichte Havemann unter dem Pseudonym Hans Grabow Artikel in der Berliner Zeitschrift Sonntag. Ab 1946 arbeitete er an der Deutschen Akademie der Wissenschaften auf dem Gebiet der Geologie. 1985 wurde ihm die Einstein-Medaille der Akademie verliehen.
Hans Havemann war in erster Ehe mit der Malerin Elisabeth (Else) von Schönfeldt (1874–1959) verheiratet. Ihre Kinder waren Robert (1910–1982) und Hans Erwin (1911–1943). Die Mutter unterrichtete Kunstgeschichte an der Handwerker- und Kunstgewerbeschule Bielefeld.
1907 wanderte der 19-jährige Philosophiestudent zusammen mit dem Maler und Erfinder Ernst Neumann-Neander von Genua nach Perugia und verfasste darüber eine literarische Reisebeschreibung, die 2022 als Digitalisat und als Buch publiziert wurde (s. Werke und Literatur).
Hans Havemann wurde auf dem Friedhof in Borgsdorf neben seiner ersten Ehefrau begraben.

## Werke (Auswahl)
- Der erkenntnistheoretische Standpunkt Condillacs. Dissertation, Jena 1912.
- Charles Baudelaire. Der Verworfene. Nachdichtungen von Hans Havemann. Mit sechs Urholzschnitten von Curt Stoermer. Der Zweemann, Hannover 1920, S. 79.
- Weltgericht. Die Tragödie der Urlaute AEIOU. Neuausgabe. In: Walter Fähnders (Hrsg.): Franc-tireur. Nr. 8. Peter Ludewig, München 2008, ISBN 978-3-9810572-5-6 (Originaltitel: Weltgericht: Die Tragödie der Urlaute AEIOU. Hannover, Leipzig, Wien, Zürich: Steegemann 1921. unter dem Pseudonym Jan van Mehan).
- Die Not in Calais. Ein Drama in fünf Akten. Wolf Albrecht Adam, Hannover 1923.
- Der polare Mensch. Gestalten und Gespräche. Wolf Albrecht, Hannover 1925, S. 112.
- Das Bild des Menschen. Mensch und All im Lichte einer Philosophie des Raumes. Eugen Diederichs, Jena 1937, S. 248.
- Extinct rifts between symmetric magnetic anomalies. In: Earth and Planetary Science Letters. Band 8, Nr. 6, 1970, S. 451–452, doi:10.1016/0012-821X(70)90151-2.
- Displacement of dipping slabs of lithosphere plates. In: Earth and Planetary Science Letters. Band 17, Nr. 1, 1972, S. 129–134, doi:10.1016/0012-821X(72)90267-1.
- Marie Sander, Frank Havemann (Hrsg.): Italienische Reise. Atelier Kraft, Dömitz 2022.